# Pro memoria. Prusak w Polsce
Pro memoria. Prusak w Polsce – cykl graficzny autorstwa Józefa Rapackiego wykonany techniką litografii, wydany w latach ok. 1915–1918 nakładem Tygodnika Ilustrowanego. 
Cykl obejmuje 20 litografii o wymiarach 35 na 46 cm, sygnowanych podpisem "Józef Rapacki" w dolnej części ilustracji, opatrzonych w ironiczne tytuły podane zawsze na prawym marginesie w pobliżu sygnatury wpisanej w obraz. Przyczyną powstania cyklu była działalność okupacyjnych władz niemieckich podczas I wojny światowej na zajętym terytorium Cesarstwa Rosyjskiego. Ironia i gorzki humor grafik Rapackiego odegrały niemałą rolę propagandową, zwłaszcza w okresie powstań śląskich i plebiscytów.
Cykl otwiera grafika Piąty listopada 1916 roku przedstawiająca w części centralnej niewiastę symbolizującą Polskę w powłóczystych szatach, z zakneblowanymi ustami i potężnymi kajdanami na rękach; personifikacja Polski przypominająca przedstawienia ikonograficzne królowej Jadwigi Andegaweńskiej ma na głowie koronę nawiązującą do koron średniowiecznych, na szyi zaś ma powieszoną tabliczkę z wyobrażeniem jednogłowego orła w koronie, nad którym widnieje napis Pass (niem. paszport). Po bokach niewiasty stoją (nieco cofnięci) dwaj żołnierze pruscy z pistoletami i pudełkami na naboje przypiętymi do pasów oraz z krzyżami żelaznymi na piersi. Grupa stoi na tle muru z nieotynkowanej cegły, na którym (za niewiastą) wisi obwieszczenie z napisem Proklamacya Królestwa Polskiego w nagłówku. 
Kolejne przedstawienie w cyklu nosi tytuł Chleba naszego powszedniego i przedstawia ubogą warszawiankę z małym dzieckiem uczepionym spódnicy oraz dwóch żołnierzy niemieckich. Kobieta (ubranie sugeruje pochodzenie robotnicze) płacze, gdyż żołnierz niemiecki wydarł jej bochenek chleba. Scena ma miejsce przed oknem, nad którym widnieje napis Warschau i poniżej Wiener Bahnhof. Zarówno Chleba naszego powszedniego jak i kolejna w cyklu Piramida zwycięstwa odnoszą się do zabierania żywności Polakom przez armię niemiecką. 
Piramida zwycięstwa przedstawia żołnierza niemieckiego leżącego na stosie artykułów żywnościowych z rekwizycji palącego papierosa. Żywność jest zapakowana w butle szklane, worki i drewniane skrzynie. Opakowania są w większości podpisane i zawierają między innymi: mąkę, ryż, kawę, herbatę, olej, oliwę i lukier – zwraca uwagę bardzo duża ilość używek w zabieranych towarach.
Litografia Nie było ich, był las jest komentarzem i ilustracją rabunkowego gospodarowania zasobami naturalnymi ziem polskich przez okupacyjne władze niemieckie. Grafika przedstawia na pierwszym planie dwóch żołnierzy niemieckich, z których starszy rangą wydaje młodszemu rozkazy dotyczące transportów drewna z wycinki polskich lasów. Na drugim i trzecim planie widoczni są czterej inni żołnierze pracujący przy transporcie ściętych pni, w dali zaś widać pociąg towarowy, na wagony którego ładowane są bale drewniane przeznaczone do wywózki.
W kilku grafikach Rapacki odniósł się do wprowadzonego przez okupanta obowiązku posiadania paszportu i bardzo częstych rewizji przeprowadzanych przez wojsko niemieckie; Podróż po własnym kraju przedstawia wnętrze przedziału kolejowego wypełnionego podróżnymi, w którym żołnierz niemiecki przeprowadza rewizję bagażu oraz kontrolę paszportową.
Niemniej uwagi poświęcił Rapacki problemowi ograbiania przez armię okupacyjną kościołów oraz licznym profanacjom; grafika Wieczorem w niedzielę przy wiejskim kościele przedstawia moment wywożenia na lawecie przez Niemca dzwonu z prowincjonalnego kościoła. Scena ma miejsce przed kościelną bramą, w tle widoczne są drewniany kościół i zbudowana z tego samego budulca dzwonnica, o którą oparta jest drabina. Wywożeniu dzwonu przyglądają się bezsilnie ksiądz i wieśniak. 
Po pracy – spoczynek ukazuje zachowanie niemieckich żołnierzy w jednym z polskich kościołów. W centralnej części grafiki Prusacy grają w karty, obok jeden z nich śpi na kościelnej posadzce, w głębi na tle ołtarzy i obrazu Hodigitrii inni żołnierze dyskutują.
Inne grafiki z cyklu to między innymi: Bohaterowie (cztery głowy żołnierzy niemieckich), Przyjazd do wolnej stolicy (rewizja bagażu), Ciało, dusza i paszport z fotografią oraz Ziarno na siew dla Niemiec.
Litografie z cyklu Pro memoria. Prusak w Polsce odróżniają się stylem od słynnego cyklu Z dawnej i niedawnej Warszawy. Album typów ulicznych. O ile typy uliczne naśladują styl rysunku ołówkiem Pro memoria.... przypomina bardziej rysunki tuszem, pozbawione bogatych efektów światłocieniowych, robione za pomocą grubej, wyraźnej kreski.